# Prosobranchia
Prosobranchia са подклас преднохрилни охлюви, тъй като хрилете им се намират пред сърцето за разлика от подклас Opisthobranchia, чиито хриле се намират зад сърцето. Този подклас представлява по-голямата част от представителите на клас Коремоноги (Gastropoda). Охлювите от Prosobranchia са с асиметрично разположение на тялото.
В примитивните преднохрили има две хриле, две предсърдия, два бъбрека и два гонадия. При съвременните преднохрили се наблядава редукция на органите от дясната страна. Както всички гастроподи имат добре развит мускулест карак, предназначен за движение (пълзене или плаване) и за прикрепване.

## Нервна система
При примитивните се състои от кръстосани стъбла а при съвременните усъвършенствани видове от 5 чифта съединени ганглии.

## Черупка
Служи за защита и прикрепване на мускулите. Според формата си бива три вида:
- Калпаковидна
- Плоскоспирална
- Коничноспирална

Много рядко тялото на видове Prosobranchia е гладко. Обикновено са украсени в различни структури с различни спирални и аксиални елементи.
Местата на обитание са предимно моретата и много рядко сладки водоеми и суша. Те са растителноядни, разделнополови и мн. рядко хермафродитни животни.